# Hidrofílids
Els hidrofílids (Hydrophilidae) són una família d'insectes coleòpters que inclou moltes espècies aquàtiques, però també espècies estrictament aèries. El crit estrident que emeten les larves de les espècies més grosses, quan se senten agredides, resulta força singular dins el món dels macroinvertebrats aquàtics, pràcticament mut per a l'oïda humana.
Les espècies d'Hydrophilus són considerades com a veritables plagues en els vivers de peixos, mentre que d'altres són voraces consumidores de larves de mosquits i, per tant, són potencials agents de control biològic de plagues. És una família cosmopolita: la Hispaniola, els Emirats Àrabs Units, Nova Guinea, les illes Britàniques, les illes Seychelles, Nova Zelanda, el Canadà, Austràlia, etc.

## Morfologia
Entre els seus integrants existeixen espècies que fan al voltant d'1 mm i d'altres, gairebé cinc centímetres, com és el cas de l'escarabat aquàtic platejat (Hydrous piceus), l'escarabat més gros d'Europa en segon lloc després de l'escanyapolls (Lucanus cervus). Els adults tenen el cos ovalat o arrodonit, molt convex per dalt i plànol per baix, i sempre de colors negres o molt foscos (tot i que algunes espècies presenten taques o línies marrons groguenques, o brillantors verdoses o blaves). Palps maxil·lars molt més llargs que les antenes. Antenes amb 7-9 segments amb el primer segment allargat i els 3 o 4 darrers formant una mena de maça coberta de pèls curts, algunes vegades allargada i poc compacta. Tant les larves com els adults han de captar aire atmosfèric respectivament per mitjà d'un atri estigmàtic respiratori en la regió posterior o bé formant una bombolla que regeneren a través de les antenes a la zona ventral, proveïda de pèls hidròfobs. Aquesta bombolla els dona un aspecte platejat dins de l'aigua, que és l'origen de llur nom col·loquial.

## Ecologia
Les larves, de cos tendre i apetitós per a multitud d'insectívors, s'amaguen entre la vegetació de les vores de rius, estanys i basses.
Els seus desplaçaments lents i de poca traça, caminant o nedant, fan que siguin espècies amb una dieta més aviat vegetariana o detritívora, però no fan gaires fàstics per una bona ració de proteïna animal si se'ls posa fàcil. Les larves són preferentment carnívores de petits invertebrats (gastròpodes, cucs, crustacis i larves d'insectes) o també d'algun vertebrat, en el cas de les espècies més grosses. Tampoc són estranys els casos de canibalisme. L'única excepció a tots ells és el Gènere Helochares, el qual és fitòfag.
Embolcallen llurs ous dins d'un capoll de seda molt dens amb un extrem en forma de tub allargat que serveix per a respirar. La majoria dels capolls s'adhereixen a la vegetació que sura o en indrets adjacents a les ribes dels cursos d'aigua. No obstant això, els adults dels gèneres Spercheus i Helochares porten llurs ous en una bossa ventral i els capolls d'Hidrophilus i Hydrochara suren lliurement a l'aigua. A més, n'hi ha d'altres espècies que fan la posta entre matèria orgànica en descomposició.

## Taxonomia
Hi ha al voltant de 200 gèneres i 3.400 espècies agrupats, de manera incompleta, en les següents subfamílies:
- Subfamília Helophirinae
- Subfamília Epimetopinae
- Subfamília Georissinae
  - Gènere Georissus (Latreille, 1809)
- Subfamília Hydrochinae
  - Gènere Hydrochus (Leach, 1817)
- Subfamília Spercheinae
  - Gènere Spercheus (Kugelann, 1798)
- Subfamília Horelophinae
- Subfamília Hydrophilinae
  - Gènere Crenitis (Bedel, 1881)
  - Gènere Notohydrus (Balfour-Browne, 1939)
  - Gènere Paracymus (C.G. Thomson, 1867)
  - Gènere Paranacaena (Blackburn, 1888)
  - Gènere Phelea (Hansen, 1999)
  - Gènere Allocotocerus (Kraatz, 1883)
  - Gènere Berosus (Leach, 1817)
  - Gènere Regimbartia (Zaitzev, 1908)
  - Gènere Amphiops (Erichson, 1843)
  - Gènere Chaetarthria (Stephens, 1835)
  - Gènere Agraphydrus (Régimbart, 1903)
  - Gènere Chasmogenus (Sharp, 1882)
  - Gènere Enochrus (C.G. Thomson, 1859)
  - Gènere Helochares (Mulsant, 1844)
  - Gènere Hybogralius (Orchymont, 1942)
  - Gènere Limnoxenus (Motschulsky, 1853)
  - Gènere Hydrobiomorpha (Blackburn, 1888)
  - Gènere Hydrophilus (Geoffroy, 1762)
  - Gènere Sternolophus (Solier, 1834)
  - Gènere Laccobius (Erichson, 1837)
- Subfamília Sphaeridiinae
  - Gènere Coelostomopsis (Hansen, 1990)
  - Gènere Borborophorus (Hansen, 1990)
  - Gènere Petasopsis (Hansen, 1990)
  - Gènere Coelostoma (Brullé, 1835)
  - Gènere Dactylosternum (Wollaston, 1854)
  - Gènere Australocyon (Hansen, 1990)
  - Gènere Cenebriophilus (Hansen, 1990)
  - Gènere Cercyodes (Broun, 1886)
  - Gènere Cercyon (Leach, 1817)
  - Gènere Ceronocyton (Hansen, 1990)
  - Gènere Cetiocyon (Hansen, 1990)
  - Gènere Chledocyon (Hansen, 1990)
  - Gènere Ercycodes (Hansen, 1990)
  - Gènere Notocercyon (Blackburn, 1898)
  - Gènere Pilocnema (Hansen, 1990)
  - Gènere Pseudoosternum (Hansen, 1990)
  - Gènere Eurygmus (Hansen, 1990)
  - Gènere Pseudohydrobius (Blackburn, 1898)
  - Gènere Rygmostralia (Orchymont, 1933)
  - Gènere Sphaeridium (Fabricius, 1775)[4][5][6][7]

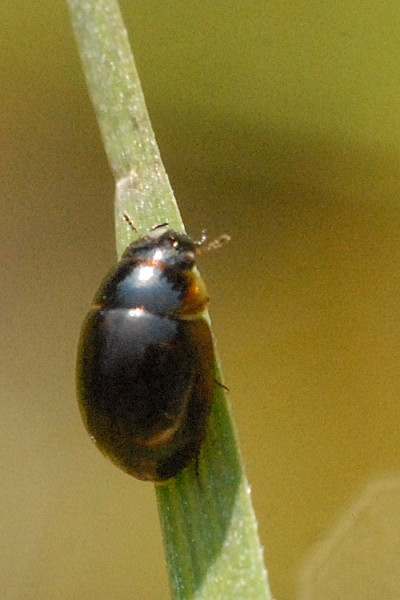
Anacaena lutescens fotografiat a Bèlgica.
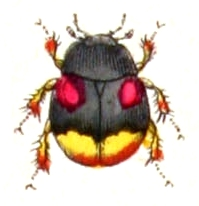
Sphaeridium scarabaeoides (c. 1876)
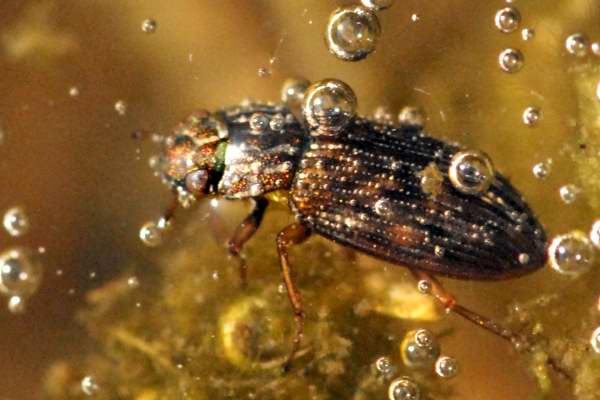
Helophorus aquaticus fotografiat a Bèlgica.
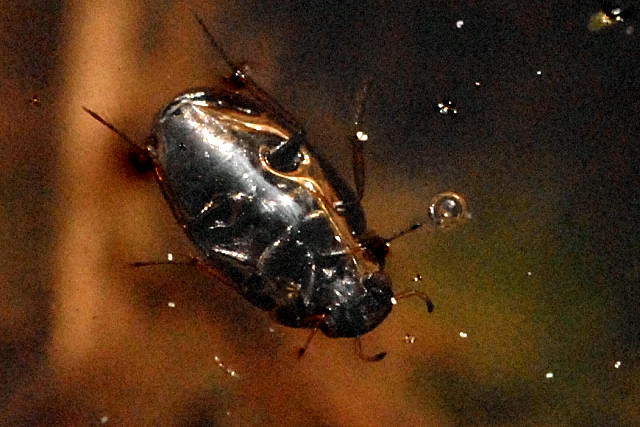
Cymbiodyta marginella de Bèlgica
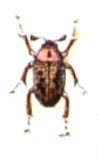
Berosus luridus (circa 1876)
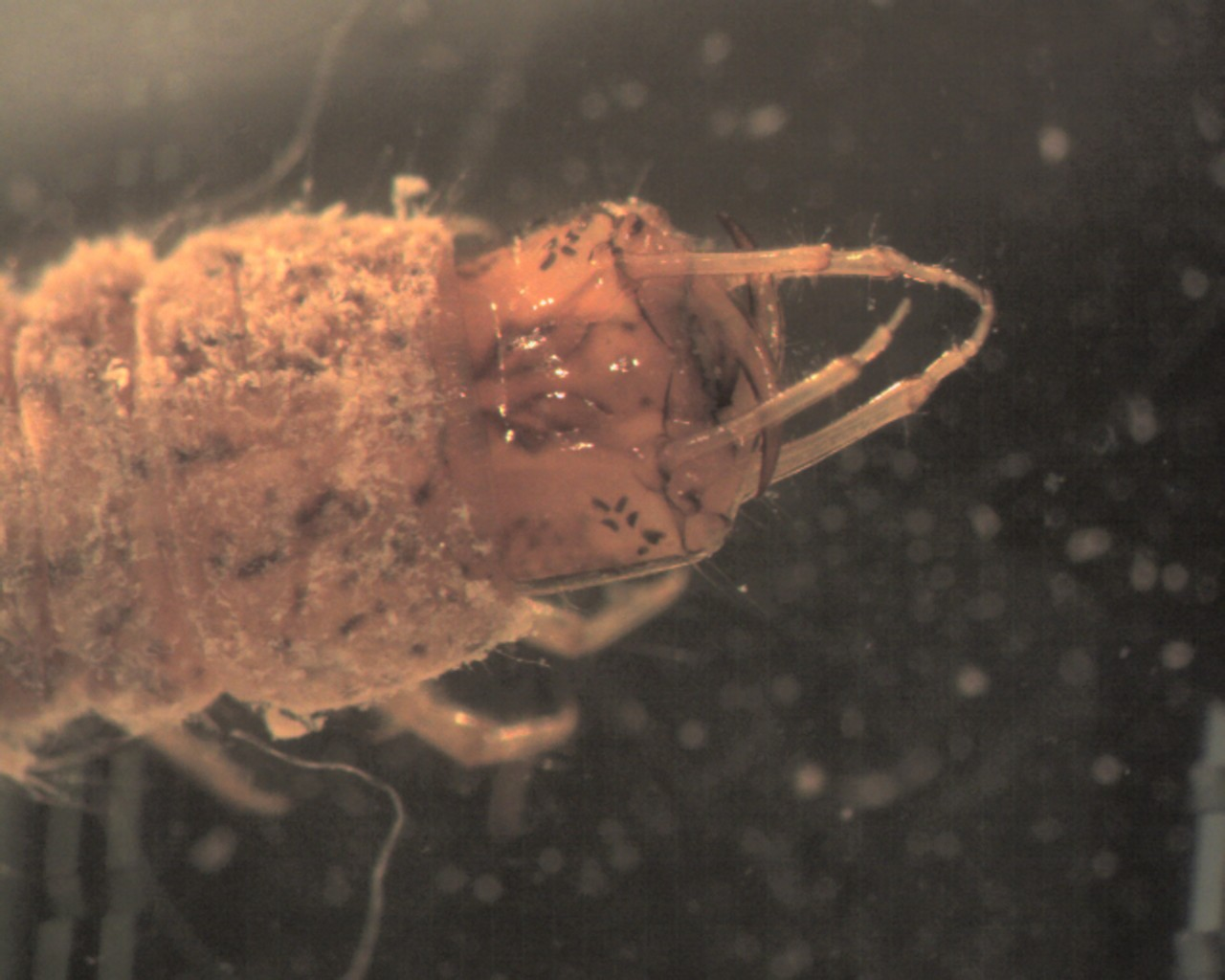
Mandíbules
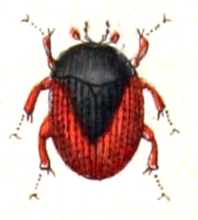
Cercyon haemorrhoidalis (c. 1876)
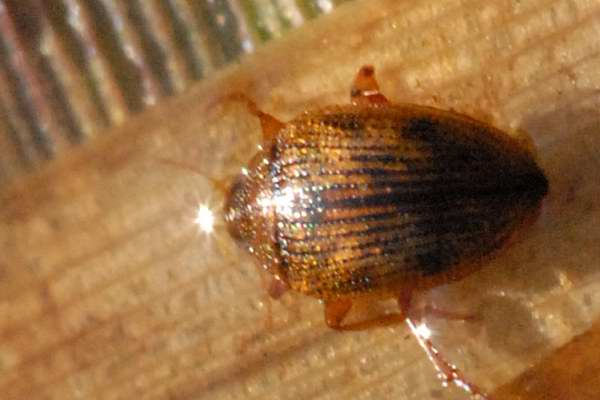
Laccobius minutus fotografiat a Bèlgica.
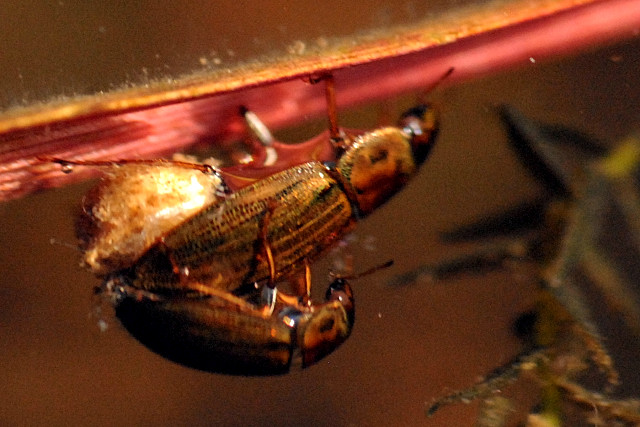
Helochares punctatus fotografiat a Bèlgica.